# ミカ・サロ
ミカ・ユハニ・サロ（Mika Juhani Salo, 1966年11月30日 - ）は、フィンランド出身の元レーシングドライバー。
妻は日本人で元レースクイーンのノリコ・サロ（遠藤賀子）、息子はレーシングドライバーのマックス・サロ。

## プロフィール

### ジュニア時代

#### ハッキネンとの関係
サロはカート時代から2歳年下で同じフィンランド人で同じ名前でもある、ミカ・ハッキネンとライバル関係にあり、「ふたりのミカ」として才能を比較された。出生地も同じヴァンター（Vantaa）市マルティンラークソであり、それぞれの生家は道路を1本挟んだだけの近さであった。現在、彼らが少年時代を過ごしたこの地域は“MIKA-MIKA-LAND”と呼ばれ、ヘルシンキ市近郊のちょっとした観光スポットになっている。
サロは1988年にフォーミュラ・フォード1600ヨーロッパチャンピオンを獲得。1989年、アラン・ドッキング・レーシングよりイギリスF3選手権に参戦する。1990年はハッキネンとふたりでイギリスF3を席巻し、サロは6勝を挙げシーズン前半のタイトル争いをリードしたが、9勝したハッキネンが中盤戦以降に連勝しチャンピオンとなった。マカオGPではハッキネンが優勝目前でクラッシュし、サロは優勝したミハエル・シューマッハに次ぐ総合2位を獲得した。
当初、ハッキネンは国際F3000選手権にステップアップする予定であり、サロも結果的には日本でF3000にステップアップしたため、予定通りであったなら似たようなキャリアとなるはずだった。ところが、ハッキネンがDAMSF3000のマシンのテスト走行を体験した際、そのマシンを酷評したため、ハッキネンのマネージャー、ケケ・ロズベルグが計画を変更。名門ではあったが存続の危機に瀕していたチーム・ロータスのシートを確保してF1デビューを決断したのに対し、サロにはハッキネンをマネージメントするロズベルグのようなF1への強いパイプを持つ援軍はいなかったこともあり、国際F3000選手権へのステップアップも決まらず、その後の両者のキャリアは明暗が分かれた。
F3時代の激しいライバル関係から、イギリスではサロとハッキネンが不仲であると報じられることも少なくなかったが、サロによると「僕らの間に問題が発生したことなんてない。そういう言い方をされるのは全てメディアのせいだ。元々フィンランドで近所なんだけど、その時から友達と言うわけではないんだ。僕らは年齢も2つ違うし、性格も全く違う。共通の話題が無いから話をしてる所を見る機会が少ないだけだ。顔を合わせれば普通に挨拶するよ。」と二人の関係性を語っている。

#### 全日本F3 / 全日本F3000
1991年、活動の場を日本に移す。同年の全日本F3000選手権に第2戦から参戦。大雨となった第4戦MINEで6位に入賞し初ポイントを得たが、日本特有のハイグリップタイヤと未経験のサーキットで苦戦が多くを占めポイント獲得はその1戦のみのランキング22位で終了。
1992年もアド・レーシング / チーム5ZIGENから全日本F3000に継続参戦し、第3戦MINEで4位を獲得。夏場には全日本F3選手権にもダブルエントリーで参戦し日本のサーキットでの経験値を高めた。前年より完走率を向上させ、最終戦富士でも5位でポイントを獲得しランキングは15位に浮上した。
1994年にそれまで使用していた無限エンジンからコスワースエンジンに変更すると、開幕戦・鈴鹿で3位となり、ついに全日本F3000での初表彰台を獲得。日本では4シーズンを戦い、最終年となった1994年にランキング最高位となるシリーズ7位となった。
当時サロと同じく来日参戦し、後にF1でも共に戦った仲間にはジョニー・ハーバート、エディ・アーバイン、ハインツ・ハラルド・フレンツェン、ローランド・ラッツェンバーガー、ジャック・ヴィルヌーヴ（全日本F3）らがおり、ジェフ・クロスノフ、トーマス・ダニエルソン、マルコ・アピチェラとも仲が良かった。サロはこの時期を振り返って、「日本での4年間は自分のキャリアにとって良い選択だった。タイヤ性能がF1よりも良かったので、強大なグリップによるコーナーでの横Gとハイスピードに耐えられる身体が出来た。日本に来てなかったらぼくはヘルシンキでタクシー運転手でもやってたと思う。」と語っている。

### F1

#### ロータス / ティレル / アロウズ
1994年シーズンの終盤戦に、財政難に陥ったロータス・無限ホンダは、第14戦ヨーロッパGPを前にジョニー・ハーバートの契約をリジェチームへ売却して移籍させ、交換の形でエリック・ベルナールを加入させた。ロータスとベルナールは1戦のみの契約で、翌戦の第15戦日本GPでF1デビューを果たしたのが、全日本F3000で鈴鹿を知り尽くしていたサロであった。サロはこの鈴鹿がF1マシン初ドライブとなった。
1995年はそのままロータスから参戦するする予定だったが、ロータスはシーズン終了後に消滅し、ロータスと合併したパシフィック・レーシングがサロとの契約を主張し、裁判の結果契約は無効と判断され、開幕戦直前に母国フィンランドの通信会社ノキアがメインスポンサーとなったティレルと契約。開幕戦ブラジルでは3位まで浮上し、スピンで順位を下げ結果7位となったが、それが無ければ表彰台を獲得できる好走を見せた。現地で見ていたニキ・ラウダがサロについて「二流のマシンに乗っていても一目でわかる才能だった。彼はかなりのポテンシャルだろう。今グランプリ関係者に注目すべきヤングドライバーは誰かと聞いてごらんよ。100人中100人がミカ・サロと答えるだろう。」と述べるなど、F1での3戦目にして高い評価を得た。レギュラー初年度の同年に6位以内入賞3回を記録。1996年も入賞3回を記録し、その年のチームメイト片山右京を超える成績を残す。

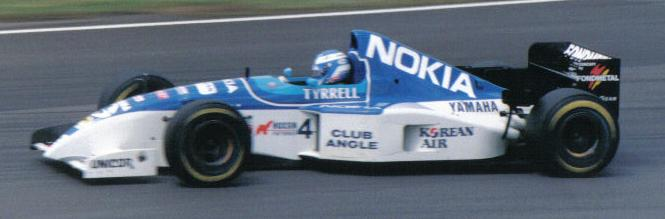
1995年イギリスGPにてティレル・023に乗るサロ

しかし、1996年以降ティレルのチーム成績は年々下降を続け、1997年までをレース中団で過ごすことになる。そして、1997年モナコGPでは雨の中タイヤ無交換作戦が成功し5位入賞。この年唯一かつティレルチームとして最後の入賞となった。
1998年、デイモン・ヒルに替わってアロウズへ移籍。しかし、チームに前年健闘したような戦闘力は無かったうえ、マシンの信頼性も前年より悪化。完走すらままならない状況であった。モナコGPで4位に入りペドロ・ディニスとダブル入賞を果たしたが、入賞はそれだけであった。予選およびランキングではシーズンを通してチームメイトを上回り、翌シーズンもアロウズ残留の予定だったが、1999年の開幕前テストに合流した高木虎之介とのシート争奪戦に敗れ、開幕戦直前にチームから放出。シートを失い浪人生活の状態で1999シーズンは開幕を迎えた。

#### フェラーリ

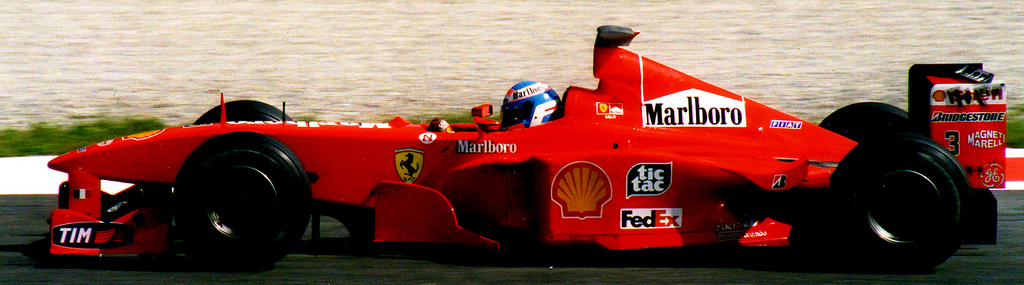
1999年イタリアGPにてフェラーリ・F399に乗るサロ

1999年、開幕戦の直前にシートを失ったサロだったが、同年がF1キャリアの中で最も注目を浴びるシーズンとなった。
まず、ブラジルGPでクラッシュして欠場を余儀なくされたリカルド・ゾンタの代役として3レースに出場。デビューシーズンで全くの不振に終わったBARのシーズン最高成績（7位）を記録する。
イギリスGPでミハエル・シューマッハがマシントラブルによってクラッシュし脚を骨折。負傷欠場が決まると、その代役としてサロが指名され、フィンランド人初となる名門スクーデリア・フェラーリのシートを得ることになった。その2戦目となるドイツGPではレース中盤からF1キャリア初のラップリーダーとなり首位走行を続けるも、タイトル争い中のエディ・アーバインを勝たすためのチームオーダーを受け入れ、優勝を譲った。それでも、自身初となる2位表彰台を獲得し、アーバインから感謝の印として優勝トロフィーを贈られた。その後、イタリアGPでも3位表彰台を獲得。ポイントを獲得できたのはこの2戦のみではあったがシューマッハ不在のフェラーリにおいて完璧な代役を務め、この年フェラーリのコンストラクターズタイトル獲得へも大きく貢献した。BARで3戦、フェラーリで6戦の合計9戦のみの出走であったが、サロのF1キャリアの中で最も年間ポイントを稼いだシーズンはこの1999年であった。
このシーズンの助っ人としての働きが評価され、翌年からF1レギュラーシートを取り戻すことになった。また、高い信頼を勝ち得たフェラーリとのパイプは、F1以後のレースキャリアでも続くことになる。

#### ザウバー / トヨタ
2000年はフェラーリからの推薦もあり、フェラーリのエンジン供給を受けるザウバーのシートを獲得。この年は安定した走りを見せ、4回入賞して6ポイント・ランキング11位となったが、上位でのレースが困難であると判断すると1年でチームを離脱する。
2001年、翌年からF1参戦することを発表したトヨタと契約し、アラン・マクニッシュとともに1年間テストを担当した。サロは日本在住の経験があり、日本人女性と結婚していたことから日本語でのコミュニケーション能力が非常に高かった（少なくともヒアリングについては全く問題ないという証言が多数を占める）。このためF1に参入したばかりであり、少なくない日本人スタッフが混じっていたトヨタにとっては非常に有益な存在であった。
2002年から満を持してF1復帰を果たし、開幕戦オーストラリアGPでいきなり6位入賞し、デビュー戦でトヨタに初ポイントをもたらす活躍を見せた。また、第3戦ブラジルGPでも6位入賞を果たしたが、結局このシーズンの入賞はこの2回のみとなった。トヨタとは複数年契約であったとされるが、翌年に向けトヨタはドライバーランナップを一新し、B・A・Rからオリビエ・パニスを迎え、2002年にトヨタエンジンでCARTチャンピオンを獲得したクリスチアーノ・ダ・マッタをF1へ転向させることを決定。サロはトヨタのシートを失い、以後F1シートの獲得は成らなかった。奇しくもF1デビューと最終レースが共に日本GP（1994年・2002年）となった。
なお、F1参戦が終了したのちに受けたある手術で、サロの肺に高濃度のカーボンダストが検出されたと医師が明かしたことがきっかけで、F1界で使用するカーボン製のブレーキディスクから発生するブレーキダストの問題が初めて取り上げられることとなった。

### F1以降
2003年、PKレーシングからCART4レースに参戦し、マイアミで3位を記録した。ル・マン24時間レースにはアウディから参戦。
2004年以降はGTレースに活躍の場を移し、FIA GT選手権やアメリカン・ル・マン・シリーズ (ALMS) に参戦する。ALMSではRisi Competizioneのフェラーリ・F430GTに乗り、2007年にはチームメイトのハイメ・メロと共にALMS GT2クラスのドライバーズチャンピオンを獲得する。2008年・2009年にはル・マンでもLMGT2クラスを連覇した。
2005年世界ラリー選手権 (WRC) フィンランドラリーでは、コースの試走レッキを行うドライバーとして走行した。試走行車両にもかかわらずかなりのハイペースで走行し、地元ファンから大きな声援を浴びている。フィンランドでは元レーシングドライバーがラリー走行をするのはまれなことではなく、過去にはケケ・ロズベルグやミカ・ハッキネンらもグラベルを走行したことがある。
2010年以降はFIA GT1世界選手権やV8スーパーカーにもスポット参戦しているほか、「フェラーリ・レーシング・デイズ鈴鹿2012」の際に来日し、フェラーリ・チャレンジ・アジアパシフィック選手権にゲストドライバーとして参戦するなど現役活動を続けている。また、地元フィンランドのテレビ局MTV3の解説者や、ゲストスチュワードとしてF1に関わっている。
2018年はロシアのSMPレーシングのスポーティングディレクターを務め、FIA 世界耐久選手権（WEC）に参戦する同チームの運営を担う一方で、同年ウィリアムズからF1に参戦したセルゲイ・シロトキンのマネージメントも担当している。

## 逸話
- 1990年のF3シーズン終了後、以後に予定されたプランは2つしか無く、交渉が上手くいけば国際F3000選手権へのスポット参戦、それがだめな場合は1991年もイギリスF3に継続参戦するしか無かった。11月のマカオ・富士のF3シリーズでのサロの走りを見た日本のレース関係者から「日本でレース活動をする気はありますか？」と初めて打診を受けた時は、日本にF3000選手権があることも知らなかったため乗り気ではなかった。しかし2度目の電話で「ギャラはいくらで、どんなマシンで、との提案をしてくれた時、すぐに日本でのレース参戦を決めた。だって僕はそれまでレース賞金はもらっていたけど、チームからの契約金はもらった事が無かったんだ。それがプロとして報酬が受け取れてレースが出来るなんて、すぐ日本に行きますって答えたよ。」と述べている[6]。
- F1デビューはロータスからとなったが、何かと比較対象となっていたハッキネンとF1デビューのチームが共にロータスとなり、カーナンバー「11」であることも共通する偶然が生じた。ロータス仕様のレーシングスーツの準備が間に合わなかったためハーバートが先月までロータスで着用していたものを借りての出走だった[11]。
- 日本居住時代は東京・下北沢を生活拠点としており、Racing On誌上で近所を散策する様子や日課であるスポーツクラブ通いなども紹介された[12]。アーバイン、ラッツェンバーガー、ヴィルヌーヴ、トーマス・ダニエルソンとはレースの無い週でも仲が良く、サロのそれほど広くはない下北沢のマンションの部屋へ遊びに来ては皆でその床で雑魚寝をしていくなど行動を共にしていた[6]。この頃、レースクイーンをしていた後に妻となる賀子夫人とも知り合っている。
- 多数のレーシングカーを乗った中でも、日本時代に乗ったF3000マシンは印象深いと述べている。「F1マシンはF3に近い所があって、個人的にはF3000のフィーリングが好きだった。日本のハイグリップタイヤも面白かったしね。でも成績もタイムもなかなか出なかったから、今でも不思議に思う事がある。F1はハイスピードのグリップは強烈だから、高速域になると意外とドライビングは簡単なんだ。でも100km/h以下だとウイングの効果が無くなるから全くグリップしてくれない。F3000はその点高速も低速も安定していたよ」とF1マシンと全日本F3000マシンの違いを解説している。
- 1995年開幕戦、ティレルへの移籍初戦にして3位を走行しながらスピンしてしまった原因は、ティレル加入決定があまりにも直前での決定になったため、自分用の専用シート製作が出来ておらず前任のマーク・ブランデル仕様のシートそのままだったためポジションに不具合が多く「肩が想像を絶する痛みで、腕の感覚が無くなってしまった」ためだった。このレースではレースウェアもブランデルがチームに置いて行ったものを借りて出走していたため、「自分用の物はパンツとヘルメットだけだった」とコメントしている。
- ティレルでチームメイトとなった片山右京について、「日本に行った1991年のチャンピオンは彼だし、良いドライバーなのは間違いない。僕とはドライビングのスタイルが極端に違っていたのでセッティングの共有は全くできなかった。右京の好みはオーバーステア気味のセットだけど、僕はオーバーステアが大嫌いなんだ。ブレーキングでは彼の方がかなり深くまで突っ込むし、ワイルドだね。マシン開発面では共通点がほとんど無いので、走った後の感想も違ってしまう。マシンを開発するハーベイ・ポスルスウェイトにとっては問題だったかもしれない。」と語っている[6]。

## 人物
- 家族は夫人との間に1男1女。長男のマックス・サロはレーシングドライバーの道に進んでいる。2020年には日本で行われる『ポルシェ スプリント チャレンジ ジャパン』シリーズへの参戦を発表したが[13]、新型コロナウイルス感染症の流行の影響で入国が困難となったため、実際には開幕戦に参戦したのみに終わった。2021年にはFIA-F4選手権[14]、2023年にはスーパー耐久・ST-Zクラスに参戦する[15]など、以後も日本でレース活動を行っている。

## レース戦績

### フォーミュラ

#### イギリス・フォーミュラ3選手権
| 年     | チーム                         | エンジン       | クラス | 1     | 2     | 3     | 4       | 5      | 6     | 7     | 8     | 9      | 10    | 11      | 12     | 13     | 14      | 15    | 16    | 17      | 順位 | ポイント |
| ------ | ------------------------------ | -------------- | ------ | ----- | ----- | ----- | ------- | ------ | ----- | ----- | ----- | ------ | ----- | ------- | ------ | ------ | ------- | ----- | ----- | ------- | ---- | -------- |
| 1989年 | アラン・ドッキング・レーシング | アルファロメオ | A      | THR 7 | DON C | SIL 5 | BRH Ret | SIL 10 | BRH 5 | THR 7 | SIL 5 | DON 10 | SIL 6 | SNE Ret | OUL 12 | SIL 11 | BRH 7   | DON 5 | SIL 6 | THR Ret | 14位 | 10       |
| 1990年 | アラン・ドッキング・レーシング | 無限           | A      | DON 2 | SIL 1 | THR 2 | BRH 4   | SIL 1  | BRH 1 | THR 1 | SIL 2 | DON 5  | SIL 1 | SNE 7   | OUL 2  | SIL 2  | BRH Ret | DON 3 | THR 1 | SIL Ret | 2位  | 64       |

- 太字はポールポジション、斜字はファステストラップ。(key)

#### 全日本フォーミュラ3選手権
| 年     | チーム         | エンジン | 1   | 2   | 3   | 4   | 5       | 6     | 7     | 8     | 9   | 10  | 順位 | ポイント |
| ------ | -------------- | -------- | --- | --- | --- | --- | ------- | ----- | ----- | ----- | --- | --- | ---- | -------- |
| 1992年 | チーム・5ZIGEN | トヨタ   | SUZ | TSU | FSW | SUZ | SEN Ret | TAI 7 | MIN 5 | SUG 7 | SUZ | SUZ | 13位 | 2        |

(key)

#### 全日本F3000選手権
| 年     | チーム                             | シャシー        | エンジン   | 1       | 2      | 3       | 4       | 5       | 6       | 7      | 8       | 9      | 10      | 11      | 順位 | ポイント |
| ------ | ---------------------------------- | --------------- | ---------- | ------- | ------ | ------- | ------- | ------- | ------- | ------ | ------- | ------ | ------- | ------- | ---- | -------- |
| 1991年 | 株式会社アド・レーシング           | ローラ・T91/50  | 無限       | SUZ     | AUT 14 | FSW DNQ | MIN 6   | SUZ DNQ | SUG DNQ | FSW 18 | SUZ Ret | FSW C  |         |         | 22位 | 1        |
| 1991年 | 株式会社アド・レーシング           | レイナード・91D | 無限       |         |        |         |         |         |         |        |         |        | SUZ DNQ | FSW Ret | 22位 | 1        |
| 1992年 | 株式会社アド・レーシング           | レイナード・92D | 無限       | SUZ Ret | FSW 15 | MIN 4   | SUZ Ret | AUT 10  | SUG Ret | FSW 18 | FSW 17  | SUZ 8  | FSW 15  | FSW 5   | 15位 | 5        |
| 1993年 | 株式会社アド・レーシング           | ローラ・T93/50  | 無限       | SUZ 13  | FSW 9  | MIN 7   | SUZ Ret | AUT C   | SUG 6   | FSW C  | FSW DNS | SUZ 17 | FSW Ret | SUZ Ret | 17位 | 1        |
| 1994年 | チーム・5ZIGEN with AD RACING TEAM | ローラ・T93/50  | コスワース | SUZ 3   | FSW 5  | MIN 7   | SUZ 11  |         |         |        |         |        |         |         | 7位  | 6        |
| 1994年 | チーム・5ZIGEN with AD RACING TEAM | ローラ・T94/50  | ジャッド   |         |        |         |         | SUG 12  | FSW Ret | SUZ 8  | FSW Ret | FSW    | SUZ 10  |         | 7位  | 6        |

- 太字はポールポジション、斜字はファステストラップ。(key)

#### F1世界選手権
| 年     | チーム     | シャシー | エンジン                      | 1       | 2       | 3       | 4       | 5       | 6       | 7       | 8       | 9       | 10      | 11      | 12      | 13      | 14      | 15      | 16      | 17     | WDC       | ポイント |
| ------ | ---------- | -------- | ----------------------------- | ------- | ------- | ------- | ------- | ------- | ------- | ------- | ------- | ------- | ------- | ------- | ------- | ------- | ------- | ------- | ------- | ------ | --------- | -------- |
| 1994年 | ロータス   | 109      | 無限ホンダ・MF351 HC 3.5L V10 | BRA     | PAC     | SMR     | MON     | ESP     | CAN     | FRA     | GBR     | GER     | HUN     | BEL     | ITA     | POR     | EUR     | JPN 10  | AUS Ret |        | NC (32位) | 0        |
| 1995年 | ティレル   | 023      | ヤマハ・OX10C 3.0L V10        | BRA 7   | ARG Ret | SMR Ret | ESP 10  | MON Ret | CAN 7   | FRA 15  | GBR 8   | GER Ret | HUN Ret | BEL 8   | ITA 5   | POR 13  | EUR 10  | PAC 12  | JPN 6   | AUS 5  | 15位      | 5        |
| 1996年 | ティレル   | 024      | ヤマハ・OX11A 3.0L V10        | AUS 6   | BRA 5   | ARG Ret | EUR DSQ | SMR Ret | MON 5†  | ESP DSQ | CAN Ret | FRA 10  | GBR 7   | GER 9   | HUN Ret | BEL 7   | ITA Ret | POR 11  | JPN Ret |        | 13位      | 5        |
| 1997年 | ティレル   | 025      | フォード・ED5 3.0L V8         | AUS Ret | BRA 13  | ARG 8   | SMR 9   | MON 5   | ESP Ret | CAN Ret | FRA Ret | GBR Ret | GER Ret | HUN 13  | BEL 11  | ITA Ret | AUT Ret | LUX 10  | JPN Ret | EUR 12 | 17位      | 2        |
| 1998年 | アロウズ   | A19      | アロウズ・T2-F1 3.0L V10      | AUS Ret | BRA Ret | ARG Ret | SMR 9   | ESP Ret | MON 4   | CAN Ret | FRA 13  | GBR Ret | AUT Ret | GER 14  | HUN Ret | BEL DNS | ITA Ret | LUX 14  | JPN Ret |        | 13位      | 3        |
| 1999年 | B・A・R    | 01       | スーパーテック・FB01 3.0L V10 | AUS     | BRA     | SMR 7†  | MON Ret | ESP 8   | CAN     | FRA     | GBR     |         |         |         |         |         |         |         |         |        | 10位      | 10       |
| 1999年 | フェラーリ | F399     | フェラーリ・Tipo048 3.0L V10  |         |         |         |         |         |         |         |         | AUT 9   | GER 2   | HUN 12  | BEL 7   | ITA 3   | EUR Ret | MAL     | JPN     |        | 10位      | 10       |
| 2000年 | ザウバー   | C19      | ペトロナス・SPE04E 3.0L V10   | AUS DSQ | BRA DNS | SMR 6   | GBR 8   | ESP 7   | EUR Ret | MON 5   | CAN Ret | GBR 10  | AUT 6   | GER 5   | HUN 10  | BEL 9   | ITA 7   | USA Ret | JPN 10  | MAL 8  | 11位      | 6        |
| 2002年 | トヨタ     | TF102    | トヨタ・RVX-02 3.0L V10       | AUS 6   | MAL 12  | BRA 6   | SMR Ret | ESP 9   | AUT 8   | MON Ret | CAN Ret | EUR Ret | GBR Ret | FRA Ret | GER 9   | HUN 15  | BEL 7   | ITA 11  | USA 14  | JPN 8  | 17位      | 2        |

(key)
- † : リタイアだが、90%以上の距離を走行したため規定により完走扱い。

#### CART
| 年     | チーム         | シャシー       | エンジン   | 1   | 2   | 3   | 4   | 5   | 6   | 7  | 8   | 9   | 10  | 11  | 12  | 13  | 14  | 15     | 16    | 17    | 18     | 19    | 順位 | ポイント |
| ------ | -------------- | -------------- | ---------- | --- | --- | --- | --- | --- | --- | -- | --- | --- | --- | --- | --- | --- | --- | ------ | ----- | ----- | ------ | ----- | ---- | -------- |
| 2003年 | PK・レーシング | ローラ・B02/00 | コスワース | STP | MTY | LBH | BRH | LAU | MIL | LS | POR | CLE | TOR | VAN | ROA | MDO | MTL | DEN 14 | MIA 3 | MXC 5 | SRF 11 | FON C | 16位 | 26       |

(key)

### スポーツカー

#### FIA GT選手権
| 年     | チーム                           | 使用車両                    | クラス | 1     | 2     | 3     | 4     | 5     | 6       | 7     | 8      | 9       | 10      | 11    | 順位 | ポイント |
| ------ | -------------------------------- | --------------------------- | ------ | ----- | ----- | ----- | ----- | ----- | ------- | ----- | ------ | ------- | ------- | ----- | ---- | -------- |
| 2004年 | GPC ジェッセ・スクアドラ・コルセ | フェラーリ・575-GTCマラネロ | GT     | MNZ   | VAL   | MAG   | HOC   | BRN   | DON     | SPA 2 |        |         |         |       | 9位  | 27       |
| 2004年 | AFコルセ                         | マセラティ・MC12 GT1        | GT     |       |       |       |       |       |         |       | IMO 2† | OSC 1†  | DUB Ret | ZHU 1 | 9位  | 27       |
| 2006年 | AFコルセ                         | フェラーリ・F430 GT2        | GT2    | SIL 3 | BRN 6 | OSC 2 | SPA 1 | CAS 5 | DIJ 3   | MUG 4 | HUN 5  | ADR DSQ | DUB 3   |       | 3位  | 61       |
| 2007年 | ヴィタフォン・レーシング         | マセラティ・MC12 GT1        | GT1    | ZHU   | SIL 1 | BUC   | MNZ   | OSC   |         |       |        |         |         |       | 16位 | 10       |
| 2007年 | AFコルセ                         | フェラーリ・F430 GT2        | GT2    |       |       |       |       |       | SPA Ret | ADR   | NOG    | ZOL     |         |       | NC   | 0        |
| 2008年 | AFコルセ                         | フェラーリ・F430 GT2        | GT2    | SIL   | MNZ   | ADR   | OSC   | SPA 3 | BUC1    | BUC2  | BRN    | NOG     | ZOL     | SUN   | 18位 | 13       |

- 太字はポールポジション、斜字はファステストラップ。(key)
- †：賞典外出走のため、ポイントは加算されない。

#### アメリカン・ル・マン・シリーズ
| 年     | チーム                     | 使用車両             | クラス | 1       | 2      | 3     | 4       | 5       | 6      | 7     | 8     | 9     | 10    | 11    | 12    | 順位 | ポイント |
| ------ | -------------------------- | -------------------- | ------ | ------- | ------ | ----- | ------- | ------- | ------ | ----- | ----- | ----- | ----- | ----- | ----- | ---- | -------- |
| 2003年 | アウディスポーツ・UK       | アウディ・R8         | LMP900 | SEB 4   | ATL    | SNM   | TRO     | MOS     | ROA    | LGA   | MIA   | PET   |       |       |       | 28位 | 12       |
| 2005年 | マセラティ・コルセ         | マセラティ・MC12 GT1 | GT1    | SEB     | ATL    | MDO   | LIM     | SNM     | POR 4† | ROA   | MOS   | PET   | LGA   |       |       | NC   | 0        |
| 2006年 | リシ・コンペティツィオーネ | フェラーリ・F430 GT2 | GT2    | SEB     | HOU 3  | MDO 6 | LIM     | UTA 1   | POR 1  | ROA   | MOS   | PET   | LGA 1 |       |       | 9位  | 82       |
| 2007年 | リシ・コンペティツィオーネ | フェラーリ・F430 GT2 | GT2    | SEB 1   | STP 1  | LBH 1 | HOU 1   | UTA Ret | LIM 9  | MDO 2 | ROA 1 | MOS 1 | DET 1 | PET 6 | LGA 1 | 1位  | 202      |
| 2008年 | リシ・コンペティツィオーネ | フェラーリ・F430 GT2 | GT2    | SEB Ret | STP 10 | LBH 9 | UTA Ret | LIM 3   | MDO 5  | ROA 5 | MOS 1 | DET 3 | PET 1 | LGA 2 |       | 7位  | 121      |
| 2009年 | リシ・コンペティツィオーネ | フェラーリ・F430 GT2 | GT2    | SEB 1   | STP    | LBH   | UTA     | LIM     | MDO    | ROA   | MOS   | PET 1 | LGA   |       |       | 13位 | 60       |
| 2010年 | リシ・コンペティツィオーネ | フェラーリ・F430 GT2 | GT     | SEB     | LBH    | LGA   | UTA     | LIM 4   | MDO    | ROA 7 | MOS   | PET 7 |       |       |       | 21位 | 28       |

- 太字はポールポジション、斜字はファステストラップ。(key)
- †：賞典外出走のため、ポイントは加算されない。

#### FIA GT1世界選手権
| 年     | チーム                     | 使用車両                  | 1          | 2         | 3      | 4      | 5         | 6         | 7      | 8      | 9      | 10     | 11        | 12        | 13     | 14     | 15     | 16     | 17     | 18     | 19     | 20     | 順位 | ポイント |
| ------ | -------------------------- | ------------------------- | ---------- | --------- | ------ | ------ | --------- | --------- | ------ | ------ | ------ | ------ | --------- | --------- | ------ | ------ | ------ | ------ | ------ | ------ | ------ | ------ | ---- | -------- |
| 2010年 | マッドクロック・レーシング | シボレー・コルベット C6.R | ABU QR Ret | ABU CR 15 | SIL QR | SIL CR | BRN QR 19 | BRN CR 12 | PRI QR | PRI CR | SPA QR | SPA CR | NÜR QR 15 | NÜR CR 23 | ALG QR | ALG CR | NAV QR | NAV CR | INT QR | INT CR | SAN QR | SAN CR | 52位 | 0        |

(key)

#### ヨーロピアン・ル・マン・シリーズ
| 年     | チーム        | 使用車両                    | クラス | 1   | 2      | 3     | 4      | 5      | 順位 | ポイント |
| ------ | ------------- | --------------------------- | ------ | --- | ------ | ----- | ------ | ------ | ---- | -------- |
| 2013年 | SMPレーシング | フェラーリ・458イタリア GT3 | GTC    | SIL | IMO    | SPL   | HUN    | CAS 5  | 13位 | 10       |
| 2014年 | SMPレーシング | フェラーリ・458イタリア GT3 | GTC    | SIL | IMO 10 | SPL 9 | CAS 11 | EST 11 | 28位 | 4        |

- 太字はポールポジション、斜字はファステストラップ。(key)

#### ル・マン24時間レース
| ル・マン24時間レース 結果 | ル・マン24時間レース 結果                       | ル・マン24時間レース 結果                     | ル・マン24時間レース 結果 | ル・マン24時間レース 結果 | ル・マン24時間レース 結果 | ル・マン24時間レース 結果 | ル・マン24時間レース 結果 |
| 年                        | チーム                                          | コ・ドライバー                                | 使用車両                  | クラス                    | 周回                      | 順位                      | クラス 順位               |
| ------------------------- | ----------------------------------------------- | --------------------------------------------- | ------------------------- | ------------------------- | ------------------------- | ------------------------- | ------------------------- |
| 2003年                    | アウディスポーツ・UK アリーナ・モータースポーツ | フランク・ビエラ ペリー・マッカーシー         | アウディ・R8              | LMP900                    | 28                        | DNF                       | DNF                       |
| 2007年                    | リシ・コンペティツィオーネ                      | ジョニー・モウレム ハイメ・メロ               | フェラーリ・F430 GT2      | GT2                       | 223                       | DNF                       | DNF                       |
| 2008年                    | リシ・コンペティツィオーネ                      | ハイメ・メロ ジャンマリア・ブルーニ           | フェラーリ・F430 GT2      | GT2                       | 326                       | 19位                      | 1位                       |
| 2009年                    | リシ・コンペティツィオーネ                      | ハイメ・メロ ピエール・カッファー             | フェラーリ・F430 GT2      | GT2                       | 329                       | 18位                      | 1位                       |
| 2010年                    | AFコルセ                                        | ルイス・ペレス・コンパンク マティアス・ルッソ | フェラーリ・F430 GT2      | GT2                       | 0                         | DNS                       | DNS                       |
| 2014年                    | SMPレーシング                                   | セルゲイ・ズロービン アントン・ラディギン     | オレカ・03R-日産          | LMP2                      | 303                       | 37位                      | 12位                      |

#### セブリング12時間レース
| セブリング12時間レース 結果 | セブリング12時間レース 結果 | セブリング12時間レース 結果           | セブリング12時間レース 結果 | セブリング12時間レース 結果 | セブリング12時間レース 結果 | セブリング12時間レース 結果 | セブリング12時間レース 結果 |
| 年                          | チーム                      | コ・ドライバー                        | 使用車両                    | クラス                      | 周回                        | 順位                        | クラス 順位                 |
| --------------------------- | --------------------------- | ------------------------------------- | --------------------------- | --------------------------- | --------------------------- | --------------------------- | --------------------------- |
| 2003年                      | アウディスポーツ・UK        | ジョニー・ケイン ペリー・マッカーシー | アウディ・R8                | LMP900                      | 351                         | 6位                         | 6位                         |
| 2007年                      | リシ・コンペティツィオーネ  | ハイメ・メロ ジョニー・モウレム       | フェラーリ・F430 GT2        | GT2                         | 330                         | 12位                        | 1位                         |
| 2008年                      | リシ・コンペティツィオーネ  | ハイメ・メロ ジャンマリア・ブルーニ   | フェラーリ・F430 GT2        | GT2                         | 137                         | DNF                         | DNF                         |
| 2009年                      | リシ・コンペティツィオーネ  | ハイメ・メロ ピエール・カッファー     | フェラーリ・F430 GT2        | GT2                         | 332                         | 8位                         | 1位                         |
| 2011年                      | リシ・コンペティツィオーネ  | ハイメ・メロ トニ・バイランダー       | フェラーリ・458イタリア GT2 | GT                          | 266                         | DNF                         | DNF                         |

#### スパ・フランコルシャン24時間レース
| スパ24時間レース 結果 | スパ24時間レース 結果            | スパ24時間レース 結果                                                | スパ24時間レース 結果       | スパ24時間レース 結果 | スパ24時間レース 結果 | スパ24時間レース 結果 | スパ24時間レース 結果 |
| 年                    | チーム                           | コ・ドライバー                                                       | 使用車両                    | クラス                | 周回                  | 順位                  | クラス 順位           |
| --------------------- | -------------------------------- | -------------------------------------------------------------------- | --------------------------- | --------------------- | --------------------- | --------------------- | --------------------- |
| 2004年                | GPC ジェッセ・スクアドラ・コルセ | ヴィンセント・フォッセ ファビオ・バビーニ フィリップ・ピーター       | フェラーリ・575-GTCマラネロ | GT                    | 557                   | 2位                   | 2位                   |
| 2006年                | AFコルセ                         | ルイ・アグアス ティモ・シャイダー                                    | フェラーリ・F430 GT2        | GT2                   | 560                   | 6位                   | 1位                   |
| 2007年                | AFコルセ                         | ディルク・ミューラー トニ・バイランダー                              | フェラーリ・F430 GT2        | GT2                   | 365                   | 30位                  | 10位                  |
| 2008年                | AFコルセ                         | ジャンマリア・ブルーニ ハイメ・メロ トニ・バイランダー               | フェラーリ・F430 GT2        | GT2                   | 550                   | 7位                   | 3位                   |
| 2013年                | SMPレーシング                    | キリル・ラディギン ヴィクトル・シャイタル マウリツィオ・メディアーニ | フェラーリ・458イタリア GT3 | Pro-Am                | 556                   | 6位                   | 2位                   |

### 全日本ツーリングカー選手権
| 年     | チーム         | 使用車両               | クラス | 1     | 2     | 3     | 4       | 5       | 6     | 7       | 8       | 9     | 順位 | ポイント |
| ------ | -------------- | ---------------------- | ------ | ----- | ----- | ----- | ------- | ------- | ----- | ------- | ------- | ----- | ---- | -------- |
| 1993年 | チーム・5ZIGEN | トヨタ・カローラレビン | JTC-3  | MIN 8 | AUT 5 | SUG 6 | SUZ Ret | TAI Ret | TSU 1 | TOK Ret | SEN Ret | FSW 4 | 14位 | 47       |

(key)